# Pheidole colaensis
Pheidole colaensis är en myrart som beskrevs av Mann 1921. Pheidole colaensis ingår i släktet Pheidole och familjen myror. Inga underarter finns listade i Catalogue of Life.